# Kvantitativní analýza
Kvantitativní analýza je chemický, fyzikální nebo fyzikálně-chemický proces analytické chemie, jehož cílem je určení množství analyzované látky ve vzorku. Na rozdíl od kvalitativní analýzy, která zkoumá, které látky jsou ve vzorku přítomny.
Metody kvantitativní analýzy slouží ke zjištění, jaké množství stanovované látky je ve vzorku. Dělíme je podle toho, jakých procesů používají. Většina těchto metod je založena na chemické reakci mezi známým odměrným činidlem a neznámým analyzovaným vzorkem. Ve chvíli, kdy je přidáno takové množství činidla, že látky spolu právě a beze zbytku zareagují, nastane bod ekvivalence. Tento bod je indikován indikátorem, který například změní svoji barvu. Změřením objemu spotřebovaného objemu činidla lze pak určit množství neznámého analyzovaného vzorku.

## Chemické metody
Chemické metody měří množství analyzované látky v závislosti na jejich chemických vlastnostech, z nichž je pak možné vypočítat koncentraci nebo hmotnost analyzované látky.

Ukázka zařízení a grafu při acidobazické titraci

Gravimetrie (hmotnostní analýza). Pomocí chemických reakcí je odloučena stanovovaná látka (nejčastěji ve formě sraženiny), jež je potom zvážena.
- Elementární analýza

Volumetrie (titrace, odměrná analýza)
- Acidobazická titrace je jedna z nejpoužívanějších analytických metod. Využívá znalosti přesné koncentrace odměrného roztoku (OR), která je určena předchozí standardizací OR. Tento roztok se nalije do byrety (dlouhá, úzká nádoba většinou s obsahem 50 ml, která je vybavena přesnou stupnicí a kohoutkem na jejím dolním konci). Poté se z byrety otočením kohoutu přikapává OR do směsi neznámého vzorku (stanovovaná složka – SS) a vhodného indikátoru. Postupným přikapáváním nastane bod ekvivalence, kdy veškerá SS zareagovala s OR. Bod ekvivalence odpovídá okamžiku, kdy indikátor změnil svoji barvu. Na základě znalosti koncentrace a objemu OR, který z byrety odkapal, se výpočtem zjistí přesné množství látky v neznámém vzorku.
- Redoxní titrace
- Srážení reakce
- Komplexometrie

## Fyzikální metody
Fyzikální metody měří množství analyzované látky v závislosti na jejich fyzikálních vlastnostech, z nichž je pak možné vypočítat koncentraci nebo hmotnost analyzované látky.
Elektroanalytické metody
- Konduktometrie je založena na přesném měření elektrické vodivosti roztoku - elektrolytu. Výhodou je její nedestruktivní povaha.

Spektroskopické metody. Využívají interakci elektromagnetického záření s molekulami vzorku.
- Fotometrie
- Kolorimetrie (měření absorbovaného světla)
- Atomová spektroskopie
- Rentgenová fluorescenční analýza

Metody jaderné fyziky
- Analýza aktivace neutronů

## Fyzikálně-chemické metody
Fyzikálně- chemické metody využívají kombinaci chemických reakcí a fyzikálních procesů, z nichž je pak možné vypočítat koncentraci nebo hmotnost analyzované látky.
Metody elektrochemické analýzy
- Elektrogravimetrie (měření hmotnosti, elektrolytické vylučování)
- Potenciometrie (měření změny potenciálu)
- Amperometrie (měření proudu v roztoku při konstantním potenciálu)
- Coulometrie (měření požadovaného elektrického náboje )
- Voltametrie (měření proudu při známém potenciálu)
- Polarografie (měření proudu v roztoku s ponořenou kapající rtuťovou elektrodou)
- 2D-PAGE (dvourozměrná gelová elektroforéza)

Chromatografie
- Kapalinová chromatografie
- Plynová chromatografie

Hmotnostní spektrometrie
- Kvalitativní analýza hlavně organických látek ve vzorcích životního prostředí
- Objasnění struktury organických látek
- Vysoce citlivá detekční metoda v chromatografii

Proteomika (studium proteinů a jejich vlastností)
- iTRAQ
- SILAC